# Lophiostoma glaciale
Lophiostoma glaciale är en svampart som tillhör divisionen sporsäcksvampar, och som beskrevs av Rehm. Lophiostoma glaciale ingår i släktet Lophiostoma, och familjen Lophiostomataceae. Arten är reproducerande i Sverige.